# Catedral de Samtavisi
La catedral de Samtavisi (en georgiano: სამთავისი) es una catedral de la iglesia ortodoxa de Georgia del siglo XI en el este de Georgia, en la región de Shida Kartli, a unos 45 km de la capital de la nación, Tiflis. La catedral es ahora uno de los centros de la Eparquía de Samtavisi y Gori de la Iglesia Ortodoxa Georgiana. Desde el 24 de octubre de 2007 está inscrita en la Lista del Patrimonio Mundial de la UNESCO.

## Historia
La catedral está situada en la orilla izquierda del río Lekhura, a unos 11 km de la ciudad de Kaspi. Según una tradición georgiana, el primer monasterio en este lugar fue fundado por el misionero asirio Isidoro en el año 572 y posteriormente reconstruido en el siglo X. Sin embargo, ninguno de estos antiguos edificios ha sobrevivido. Las primeras estructuras existentes datan del siglo XI, y el edificio principal se construyó en 1030, según se desprendía de una inscripción en piedra ahora perdida. La catedral fue construida por un obispo local y un hábil arquitecto Hilarión, autor de la cercana iglesia de Ashuriani. Muy dañada por una serie de terremotos, la catedral fue parcialmente reconstruida en los siglos XV y XIX. La fachada oriental, magistralmente decorada, es la única estructura original que se conserva.

## Descripción
La catedral de Samtavisi es una iglesia de planta rectangular con cúpula cruciforme de 4 puntas. Ilustra una interpretación georgiana de la forma de cruz inscrita que sirvió de ejemplo para muchas iglesias construidas en el apogeo de la Georgia medieval. El exterior se distingue por el uso generoso de arcadas ciegas ornamentales. Los ábsides no se proyectan al exterior, pero su posición interna está marcada por profundas hendiduras en la pared. A diferencia de las iglesias georgianas anteriores, el tambor de la cúpula es más alto y está rematado por un techo cónico. En su interior se conservan fragmentos de pintura al fresco del siglo XVII. Dentro del edificio, en el que se determina el espacio interior que se encuentra alrededor de la cúpula; la construcción de la estructura planificada es muy impresionante. El espacio interior del templo se combina armoniosamente con las capas exteriores del monumento, de modo que se logra la formulación completa entre la forma externa y el espacio interior, lo que crea la impresión de la unidad artística. La parte más decorada de la iglesia es su fachada oriental de cinco arcos, dominada por los dos nichos y animada por un atrevido motivo de cruz, además también se encuentra entre su ormentación un bajorrelieve de un grifo colocado debajo del arco de la derecha.

### Fachada este
De las fachadas del templo de Samtavisi, la fachada oriental es la más notable, según la tradición arquitectónica georgiana. Está conservada casi igual que el original, a pesar de algunas reparaciones menores efectuadas.
Esta fachada tiene el eje principal vertical que concuerda con el eje del techo central, en la parte central de sus arcadas ciegas hay una gran cruz tallada con sus lados decorados y debajo dos rombos también decorativos. El área libre superior e inferior de los brazos de la cruz está llena de una inscripción georgiana en asomtavruli.

## Galería

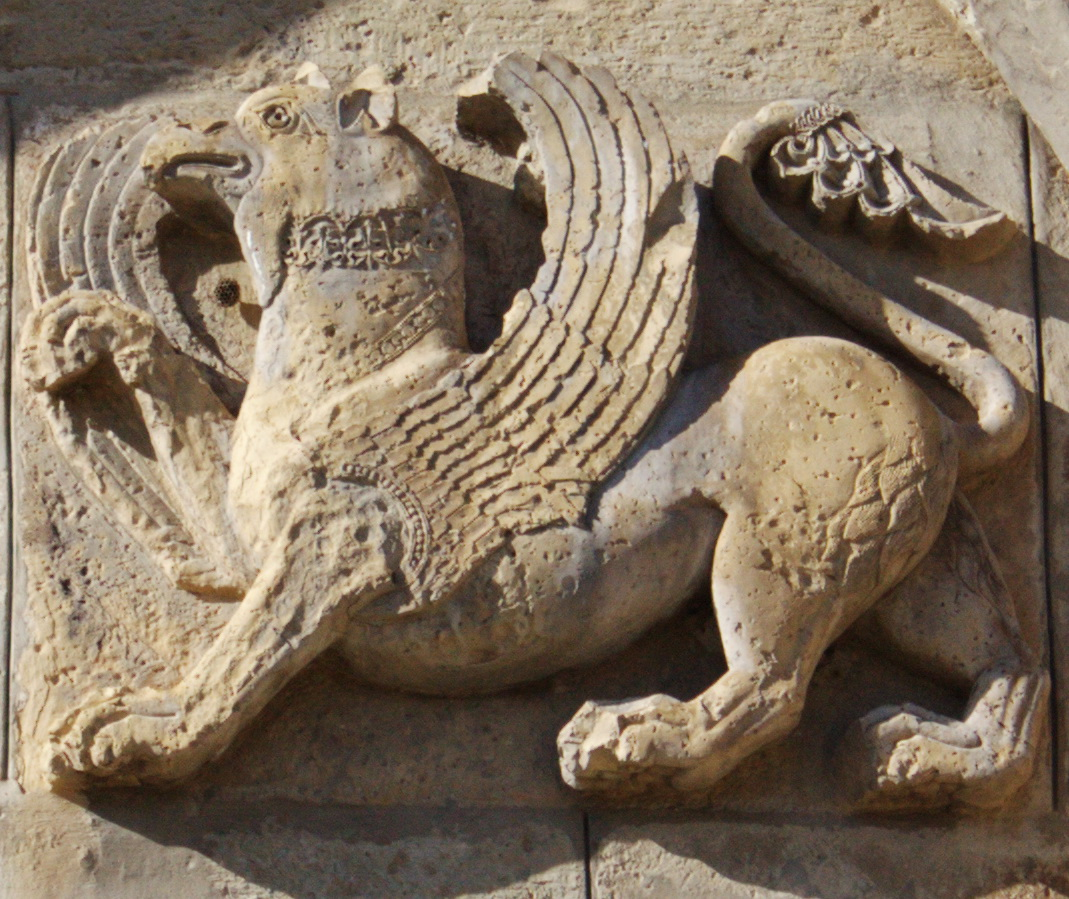
Bajorrelieve de un grifo.
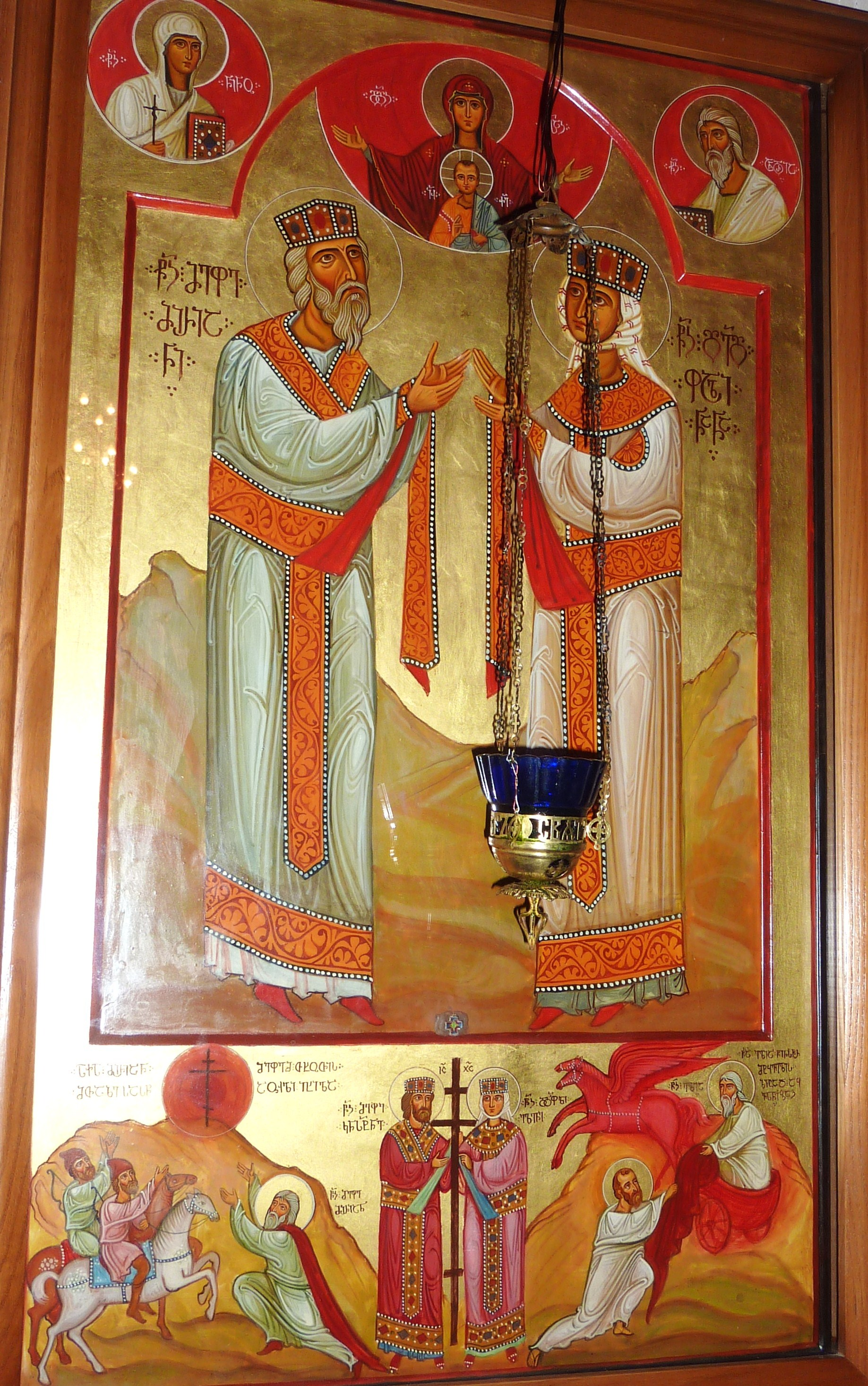
El primer rey cristiano de Georgia Mirian III y su esposa, en la catedral Samtavisi.
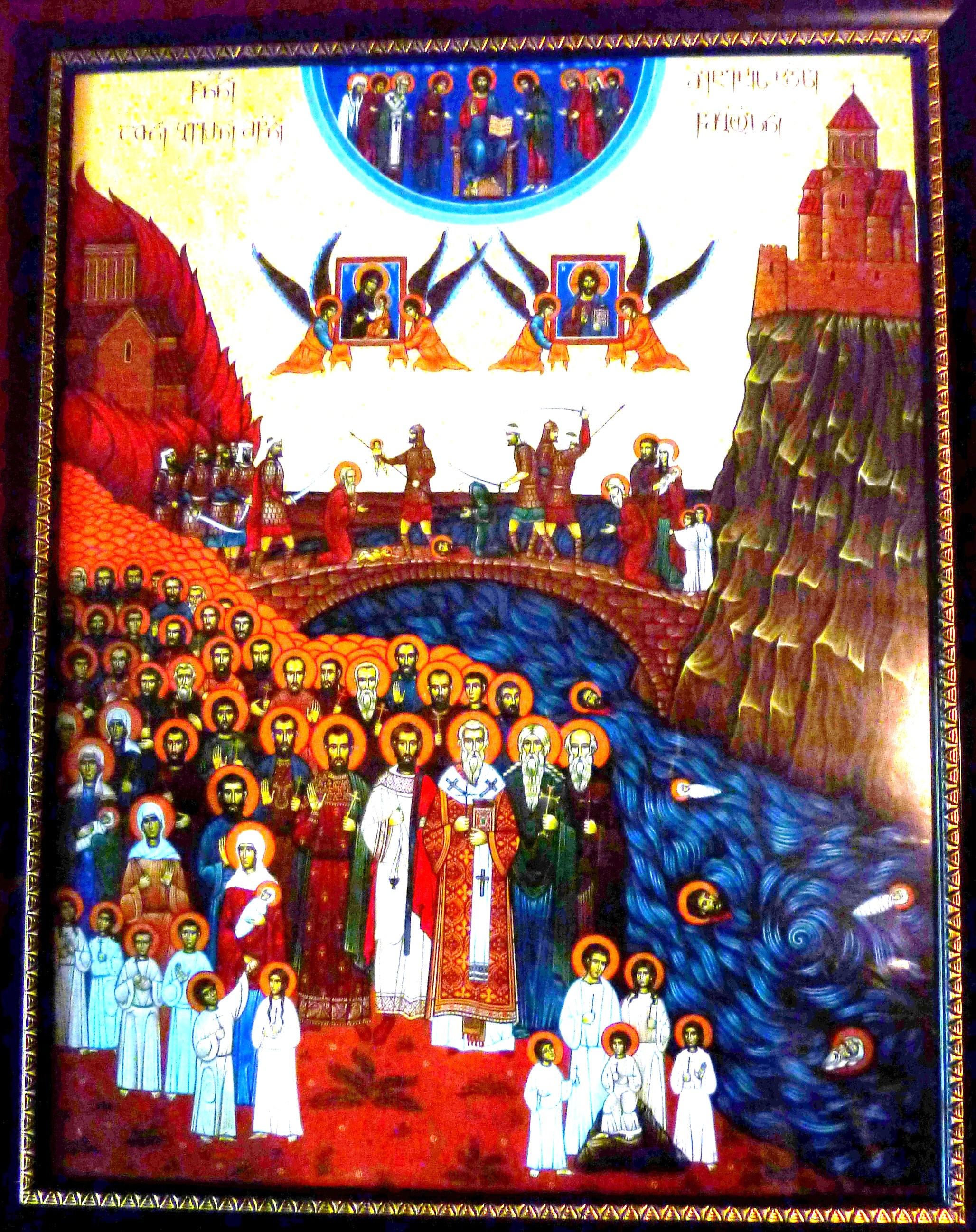
Cristianos arrojados al río Koura por los mongoles al negarse a abjurar de su fe, catedral Samtavisi.
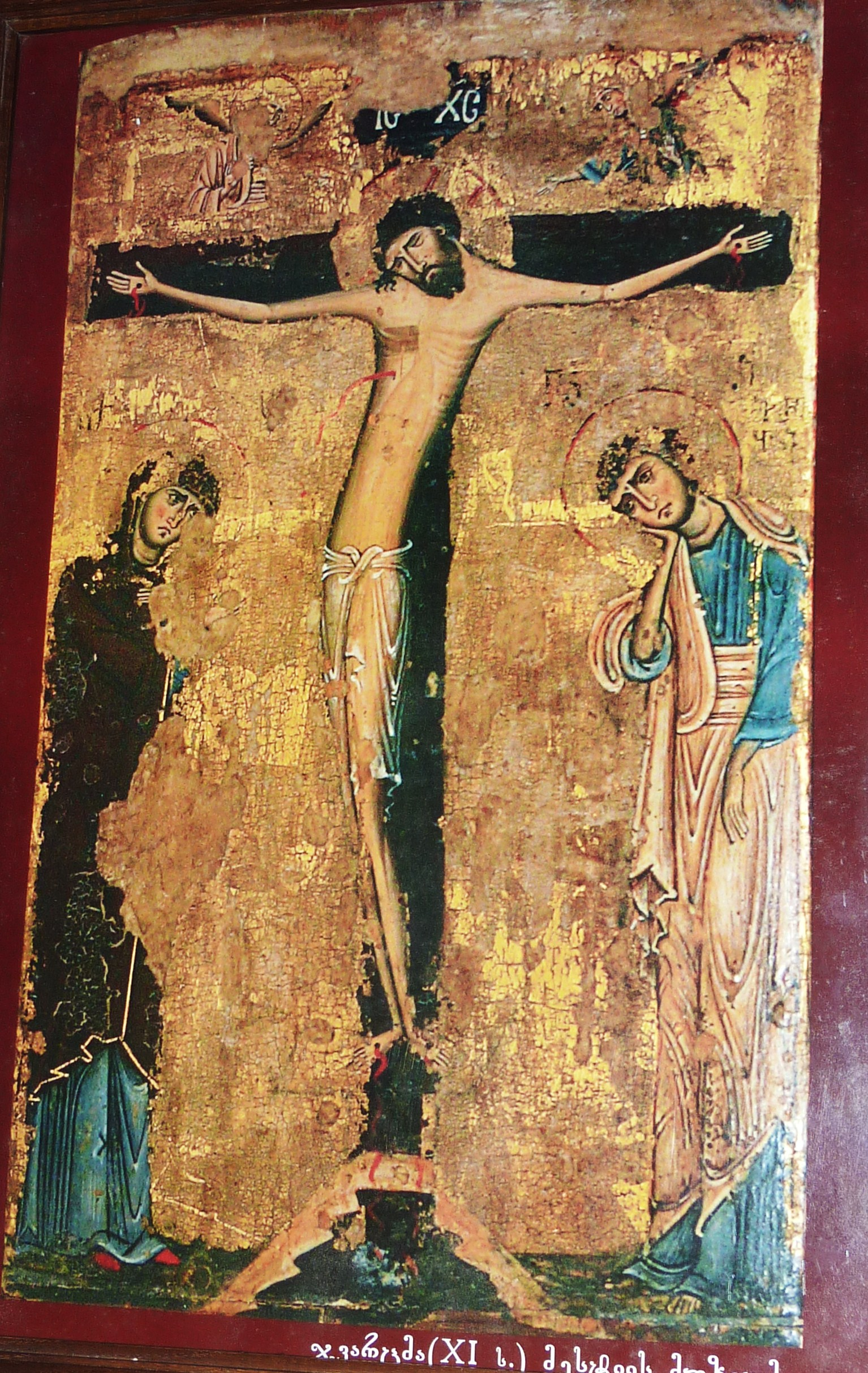
Cristo curvado en la cruz (Escuela Svan) en la catedral de Samtavisi.

## Otras estructuras
Más allá de la iglesia principal, el complejo Samtavisi incluye una residencia episcopal de dos pisos muy dañada, una pequeña iglesia (5,8х3,2 m), y un campanario de tres pisos (5,7х7,3 m) unido a la muralla de 3-5 m de altura hecha de piedra y ladrillo. Todas estas estructuras datan de los siglos XVII y XVIII.

### Muralla

Complejo de la catedral de Samtavisi: 1-muralla o cerca, 2-capilla con campanario, 3-catedral, 4-residencia epicospal, 5-iglesia pequeña.

El plano de la muralla se compone desde múltiples lados (200X70 m, altura de la pared entre 3 a 5 m), se remonta a la segunda mitad del siglo XVII y tercera del siglo XVIII. La cerca fue construida con ladrillos usados anteriormente. El muro es de dos pisos, el nivel inferior es de 3-4 m. El camino de ronda de piedra está justo al sur. A lo largo del camino hay una habitación doble. El muro tiene dos entradas: una al oeste (posteriormente revertida) y la otra en el umbral inferior de la entrada. Dos torres están involucradas en la pared en el muro, norte y suroeste y noroeste. La torre cilíndrica del noreste no está conectada con su El plan de la cerca es de múltiples lados (200X70 m, altura de la pared de 3 a 5 m), se remonta a la segunda mitad del siglo XVII y la tercera en el siglo XVIII. El edificio fue construido con ladrillos y ladrillo usado. El muro es de dos pisos y termina con los troncos. El nivel inferior es de 3-4 m en la trampa. El camino de ronda de piedra está justo al sur. A lo largo del camino hay una habitación doble y doble. El muro tiene dos entradas: una al oeste (luego revertida), la otra en el umbral inferior del umbral. Dos torres están involucradas en la pared de la pared, norte y suroeste y noroeste. La torre cilíndrica del noreste no está conectada constructivamente a la cerca, sino que la acompaña. La entrada del segundo piso, se realizaba desde el patio. El segundo y tercer piso de las paredes erran de carácter temporal y agrícola. Una pequeña parte del cuarto piso todavía sobrevive. En el noroeste hay una pequeña torre de supervisión —el diámetro interno es de hasta 1 metro—.

### Residencia episcopal
La cámara del obispo se encuentra en el noreste. Está datada: la primera capa del período feudal desarrollado, la segunda del siglo XVIII. El edificio es de dos pisos (8,4X15,2 m), construido con grandes rocas y parcialmente con ladrillos. El primer piso consta de varias partes. La entrada es desde el lado sur del patio. En las habitaciones hay nichos y chimeneas. En el lado oeste del primer piso, se construye la contraparte semicircular. El segundo piso del palacio está construido sobre las antiguas murallas del siglo XVIII. Había grandes ventanales en las paredes desde el piso hasta el techo —(ahora desaparecido)—, en este piso la cámara tenía dos metros de altura. El parapeto, desapareció en las batallas. El parapeto se encuentra únicamente en el norte y este.

### Iglesia pequeña
Una pequeña iglesia se encuentra al sur del edificio de la catedral, en medio de la muralla. La iglesia es una sala (5,8X3,2 m), construida con almiar y piedra. Cuatro fragmentos de azulejos se utilizan como material de pared. Hay pequeñas ventanas en los muros sur y oeste. El lado sur está cubierto por una pared de la muralla.

### Campanario
En el lado norte del templo, hay un campanario de ladrillo de tres pisos en el centro de la muralla, que tiene una forma rectangular ligeramente alargada (5,7X7,3 m). Está fechado en la primera mitad del siglo XVIII. [7] El campanario está erigido con una puerta de arco. En el muro del campanario ahora únicamente tiene la entrada del arco debajo del umbral.
El campanario está unido a una pared con ladrillo construido en el muro este. Para entrar en el campanario, se realizó un arco en la pared. El interior es una forma excéntrica, cuyo techo está coronado. Desde aquí se cortan las salidas del este, norte y oeste. El lado este de la puerta está provisto para el piso de abajo, el cierre de la puerta norte conecta las fortificaciones del norte. En tercer lugar, la puerta del oeste está conectada al muro del umbral, que conecta el segundo piso con una escalera. En el mismo piso, hay una chimenea en la pared suroeste.
Las paredes del segundo piso del campanario se abren en siete aberturas, por encima de ellas hay formaciones arqueadas. El umbral es el arco hemisferio, mientras que el techo, que es la forma más cerrada, consta de siete partes haciendo el giro. Está revestido con un revestimiento horizontal de ladrillo. Las fachadas más sencillas del campanario, que están hechas de ladrillos georgianos planos, están privadas de cualquier decoración.